# Torre de Santa Maria

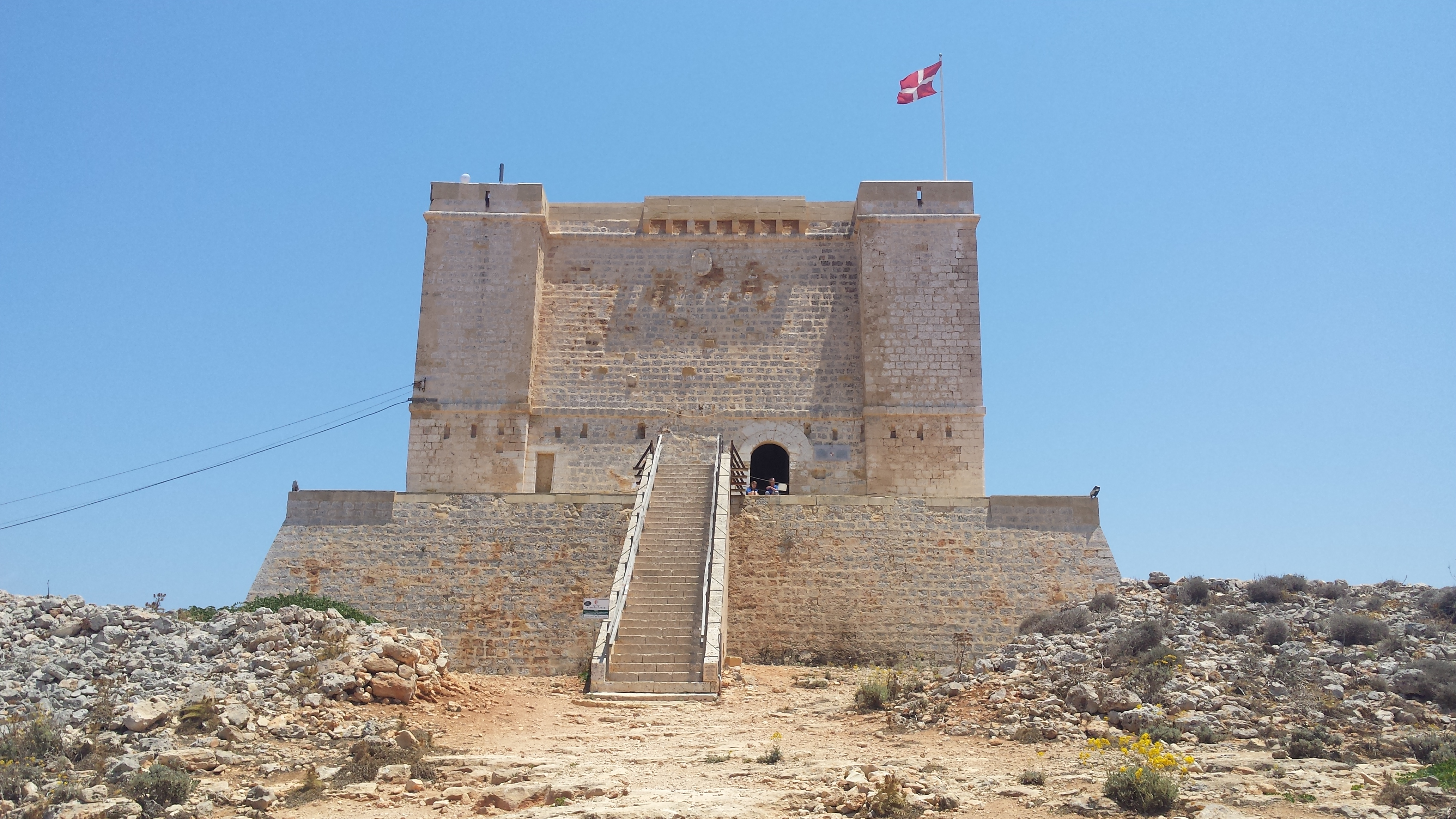
Torre de Santa Maria

La Torre de Santa Maria (maltès: it-Torri ta' Santa Marija) és una fortificació de l'illa de Comino a Malta. Es pot veure fàcilment amb el ferri que comunica les illes principals de l'arxipèlag, Malta i Gozo.

## Orígens
El 1618 l'enginyer militar Vittorio Cassar va dissenyar aquesta torre per ordres del Gran Mestre de l'Orde de Sant Joan de Jerusalem Alof de Wignacourt. Els fons per la construcció de la torre van sortir a través de la venda del sotabosc de l'illa.
Està situada al centre de la costa sud de l'illa, formava part de la cadena defensiva que formaven les anomenades Torres Wignacourt i que s'hi sumen les Torres Lascaris i les Torres de Redín, situades en zones estratègiques de la costa maltesa. La Torre de Santa Maria era clau per mantenir les comunicacions entre les illes de Malta i Gozo. També servia per aturar els corsaris turcs, que podien usar l'illa com a base i atacar Gozo.
La torre tenia una guarnició de 130 homes, vuit canons de 32 lliures i deu més de 24 lliures, cosa que li permetia dominar el Canal de Comino.

## Disseny i forma
La torre és un gran edifici quadrat amb quatre torretes als angles. Està situada a 80 metres per sobre del nivell del mar. La torre té uns murs de 12 metres d'alçada i les muralles tenen 6 metres d'amplada. El conjunt està construït en una plataforma de 8 metres d'alçada màxima. En els temps de crisi la guarnició només tenia 60 soldats. El 1791 l'armament va augmentar amb un canó de 12 lliures d'acer, un altre de 10 lliures de bronze, un tercer de 4 lliures i finalment un altre de 3 lliures, aquests dos darrers també de bronze.

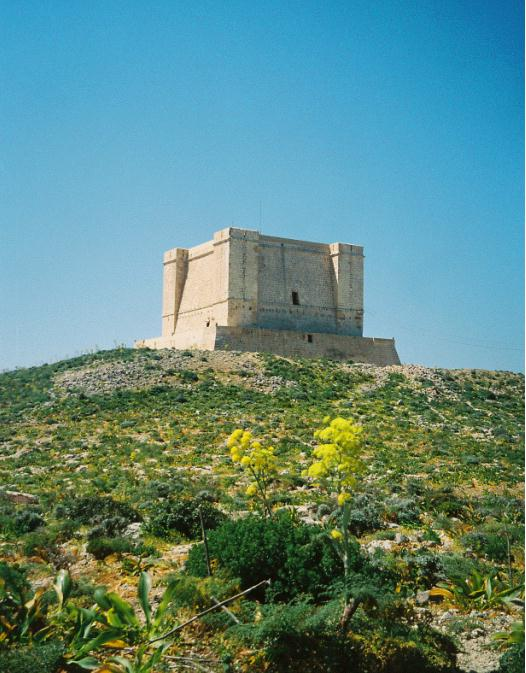
Torre de Santa Maria

## Història
En el segle xvii, Comino va servir com a plaça d'empresonament i d'exili per a cavallers errants. Alguns membres de l'orde condemnats per casos menors, els sentenciaven a manar aquesta torre.
Durant l'ocupació francesa (1798-1800), la torre va servir com a presó per a espies. El 1799 amb la insurrecció contra Napoleó, els insurgents van traslladar els canons de la torre a Malta per bombardejar les posicions franceses de La Valletta.
El 1829, l'exèrcit britànic va abandonar la torre. Durant moltes dècades fou propietat de l'autoritat civil i es va usar com a hospital i també com a celler i granja. La torre es va recuperar l'ús militar durant la I Guerra Mundial i la II Guerra Mundial. Des de 1982 la torre és propietat de l'exèrcit de Malta i s'usa com a post contra el contraban i la immigració il·legal.
La Torre de Santa Maria va ser restaurada a consciència entre el 2002 i 2004. Avui continua essent l'estructura més notable de Comino i és una destinació per als turistes que passegen al voltant de l'illa.

## La Torre de Santa Maria en la cultura popular
El film El comte de Montecristo, de 2002 protagonitzada per Jim Caviezel, va fer servir la Torre de Santa Maria per representar la presó on tanquen el comte que és el Château d'If.